# Culicoides paraensis
Culicoides paraensis è una specie di moscerino diffusa dagli Stati Uniti settentrionali all'Argentina, che funge da vettore del virus della febbre dell'Oropouche.L'insetto è conosciuto anche come maruim, meruim, muruim, mosca della sabbia o sandfly, e appartiene alla famiglia dei Ceratopogonidae.

## Distribuzione e habitat
Culicoides paraensis è ampiamente distribuito nelle Americhe, trovandosi in regioni che vanno dal nord degli Stati Uniti all'Argentina. Questo moscerino preferisce gli habitat umidi e si trova spesso in zone vicine a specchi d'acqua, dove si sviluppano le larve.

## Importanza medica
La specie Culicoides paraensis è di grande importanza medica per il suo ruolo di vettore del virus Oropouche (OROV). Questo virus causa la febbre Oropouche, un arbovirus che può portare a epidemie significative nella popolazione umana. La trasmissione avviene quando il moscerino punge una persona o un animale infetto e successivamente punge una persona suscettibile.

## Ciclo vitale
Il ciclo vitale del Culicoides paraensis comprende quattro fasi: uovo, larva, pupa e adulto. Le femmine adulte sono ematofaghe e necessitano di un pasto di sangue per produrre le uova. Sono più attivi al tramonto e di notte.

## Sintomi della febbre Oropouche
I sintomi comprendono febbre, mal di testa, dolori muscolari e articolari, simili ai sintomi di altri arbovirus come la dengue . La malattia generalmente ha un decorso benigno, ma in alcuni pazienti può causare ricadute.

## Prevenzione e controllo
La prevenzione della febbre Oropouche prevede misure per ridurre la popolazione di Culicoides paraensis e prevenirne le punture. Ciò include l’uso di repellenti, zanzariere su porte e finestre e l’eliminazione dei siti di riproduzione delle larve.